# 苍岩山层腹菌
苍岩山层腹菌（学名：Hymenogaster cangyanshanensis）是属于伞菌目层腹菌科层腹菌属的一种担子菌。该种分布于中国。